# Koninkrijk Finland (1918)
Het koninkrijk Finland was in 1918, na de Finse onafhankelijkheid van Rusland, een kort bestaande monarchie in Finland (9 oktober tot 14 december 1918).
Na de Finse Burgeroorlog, waarin met behulp van Duitse troepen de Finse Socialistische Arbeidersrepubliek werd verslagen, werd Frederik Karel van Hessen, de zwager van de Duitse Keizer, door het Finse parlement verzocht het koningschap op te nemen. Nadat tijdens de Novemberrevolutie de monarchie in het Duitse Rijk instortte, werd het idee van een Finse monarchie bezwaarlijk bevonden. De nog ongekroonde Duitse prins Frederik vond het ook raadzaam terug te treden en in 1919 werd een republikeinse grondwet aangenomen.